# Валюкевич, Себастьян
Себастьян Виктор Валюкевич (пол. Sebastian Wiktor Walukiewicz; родился 5 апреля 2000, Гожув-Велькопольский) — польский футболист, защитник итальянского клуба «Торино» и сборной Польши.

## Клубная карьера
Уроженец Гожува-Велькопольского, Себастьян Валюкевич тренировался в футбольной академии клуба «Легия». В 2017 году перешёл в клуб «Погонь (Щецин)». В основном составе дебютировал 7 апреля 2018 года, выйдя на замену в матче высшего дивизиона чемпионата Польши против «Легии». 8 мая вышел в стартовом составе в матче против «Шлёнска».
В январе 2019 года итальянский клуб «Кальяри» достиг с польским клубом соглашения о трансфере защитника, стоимость которого оценивалась в 4 млн евро. Себастьян подписал с итальянским клубом контракт до 2023 года. Согласно условиям сделки, остаток сезона он провёл в своём родном клубе на правах аренды, а летом отправился в Италию.

## Карьера в сборной
Выступал за национальные сборные Польши до 15, до 16, до 17, до 18, до 19, до 20 лет и до 21 года. В октябре 2020 года дебютировал в составе главной сборной Польши.